# Fundulopanchax
Fundulopanchax (лат.) — род пресноводных лучепёрых рыб из семейства нотобранхиевых (Nothobranchiidae) отряда карпозубообразных. Обитают в пресноводных ручьях и озёрах вблизи побережья Западной Африки. Все виды рода ранее относили к роду Aphyosemion за исключением Fundulopanchax avichang, Fundulopanchax gresensi и Fundulopanchax kamdemi, которые были описаны уже после ревизии рода Aphyosemion.

## Этимология
Название «Fundulopanchax» происходит от названий двух других родов карпозубообразных: рода Fundulus, в который изначально был помещён типовой вид (Fundulus gularis), и Panchax, так как этот род занимает некое промежуточное положение между Fundulus и Aplocheilus.

## Классификация
Известно 29 видов:
- Fundulopanchax amieti (Radda, 1976)
- Fundulopanchax arnoldi (Boulenger, 1908)
- Fundulopanchax avichang Malumbres & Castelo, 2001
- Fundulopanchax cinnamomeus (Clausen, 1963)
- Fundulopanchax clauseni (Collier, 2010)
- Fundulopanchax deltaensis (Radda, 1976)
- Fundulopanchax fallax (Ahl, 1935)
- Fundulopanchax filamentosus Meinken, 1933
- Fundulopanchax gardneri (Boulenger, 1911)
- Fundulopanchax gresensi Berkenkamp, 2003
- Fundulopanchax gularis (Boulenger, 1902)
- Fundulopanchax intermittens (Radda, 1974)
- Fundulopanchax kamdemi Akum, Sonnenberg, Van der Zee & Wildekamp, 2007
- Fundulopanchax lacustris (Lazara, 2000)
- Fundulopanchax mamfensis (Collier, 2010)
- Fundulopanchax marmoratus (Radda, 1973)
- Fundulopanchax mirabilis (Radda, 1970)
- Fundulopanchax moensis (Radda, 1970)
- Fundulopanchax ndianus (Scheel, 1968)
- Fundulopanchax oeseri (H. Schmidt, 1928)
- Fundulopanchax powelli Van der Zee & Wildekamp, 1994
- Fundulopanchax puerzli (Radda & Scheel, 1974)
- Fundulopanchax robertsoni (Radda & Scheel, 1974)
- Fundulopanchax rubrolabialis (Radda, 1973)
- Fundulopanchax scheeli (Radda, 1970)
- Fundulopanchax sjostedti (Lönnberg, 1895)
- Fundulopanchax spoorenbergi (Berkenkamp, 1976)
- Fundulopanchax traudeae (Radda, 1971)
- Fundulopanchax walkeri (Boulenger, 1911)